# Rise (album Skillet)
Rise è il nono album in studio del gruppo musicale statunitense Skillet, pubblicato il 25 giugno 2013 per la Atlantic Records. Il primo singolo, Sick of It è stato pubblicato il 3 aprile. Il 16 aprile è stato pubblicato il secondo singolo, American Noise, il 13 maggio il terzo singolo, Rise, mentre il quarto singolo Not Gonna Die è stato pubblicato il 10 giugno.

## Tracce
1. Rise – 4:20
2. Sick of It – 3:11
3. Good to Be Alive – 4:59
4. Not Gonna Die – 3:45
5. Circus for a Psycho – 4:31
6. American Noise – 4:09
7. Madness in Me – 4:17
8. Salvation – 3:45
9. Fire and Fury – 3:56
10. My Religion – 4:12
11. Hard to Find – 3:48
12. What I Believe – 3:19

### Deluxe Edition
CD
1. Battle Cry – 3:45
2. Everything Goes Black – 4:26
3. Freakshow – 4:38

DVD – Awake & Live
1. Whispers in the Dark
2. Behind the Scenes 1
3. Comatose
4. Awake and Alive
5. Those Nights
6. Behind the Scenes 2
7. Hero
8. The Last Night
9. Lucy
10. Behind the Scenes 3
11. Monster
12. Rebirthing
13. Making of Rise
14. Heart & Passion

## Formazione
- John Cooper – voce, basso, chitarra acustica
- Korey Cooper – chitarra ritmica, tastiera,
- Seth Morrison – chitarra solista
- Jen Ledger – batteria, cori